# Vcioraișe, Rujîn
Vcioraișe (în ucraineană Вчорайше) este localitatea de reședință a comunei Vcioraișe din raionul Rujîn, regiunea Jîtomîr, Ucraina.

## Demografie
Componența lingvistică a localității Vcioraișe
     Ucraineană (97,78%)
     Rusă (1,76%)
     Alte limbi (0,15%)
Conform recensământului din 2001, majoritatea populației localității Vcioraișe era vorbitoare de ucraineană (97,78%), existând în minoritate și vorbitori de rusă (1,76%).